# げんごや
げんごやは、新潮社の関連会社であるピコハウスが運営する小説投稿サイト。作者登録することで、無料で小説をウェブ上に公開することができる。

## 概要
2009年に「げんごや.com 〜使える日本語〜」という名称でオープン。2019年、ウェブサイトの移転に伴い、名称を「げんごや」に変更。サイト名には、言葉の理解や表現を司る脳の部位「言語野」と、言語を商品として扱う店をイメージした「言語屋」の、2つの意味を持たせている。高橋一起や寺田秀穂らの小説を無料で公開。小説以外にも、脚本、詩、造語、方言、格言など幅広く募集・公開しており、2020年には御厨明や香月凛らの人気作品のオーディオブック化をスタートした。

## 沿革
- 2009年1月　「げんごや.com 〜使える日本語〜」オープン
- 2019年1月　ウェブサイト移転に伴い、名称を「げんごや」に変更
- 2020年5月　投稿作品のオーディオブック化及び「LisBo（リスボ）」での配信をスタート

## カテゴリー
- ノベル（小説・脚本）
- ポエム（詩）
- コトバ（新語・造語）
- チイキ（方言）
- キオク（名言・格言）
- キロク（手記）

## オーディオブック化作品
- 御厨明「かいじゅうがやってきた」（朗読：友木りえこ）[6]
- 御厨明「女王様と魔法の鏡」（朗読：望月愛、友木りえこ）[7]
- 香月凛「ハッピー・バタフライ・エフェクト」（朗読：闇月芽愛）[8]
- 香月凛「純少女（ピュア・ガール）」（朗読：桜木つぐみ）[9]
- 香月凛「猫のいる夜」（朗読：天宮カレン）[10]
- 香月凛「Y（妖怪）系カノジョ」（朗読：姫咲真理愛）[11]
- 香月凛「AIの帝国」（朗読：本庄美峰、イラスト：狐崎あやめ）[12]
- 香月凛「ビーハイヴ・グラフティ！」（朗読：谷始央理、イラスト：狐崎あやめ）[13]
- さめのうた「切れかけの電灯」（朗読：さめのうた）[14]
- さめのうた「ようこそ殺人鬼さん」（朗読：さめのうた）[15]
- さめのうた「19XX年11月14日の取材」（朗読：さめのうた）[16]
- 日本の偉人研究会「日本の偉人 心に響く名言」シリーズ（朗読：雨宮正武、望月愛）[17]